# هاله (بلجيكا)

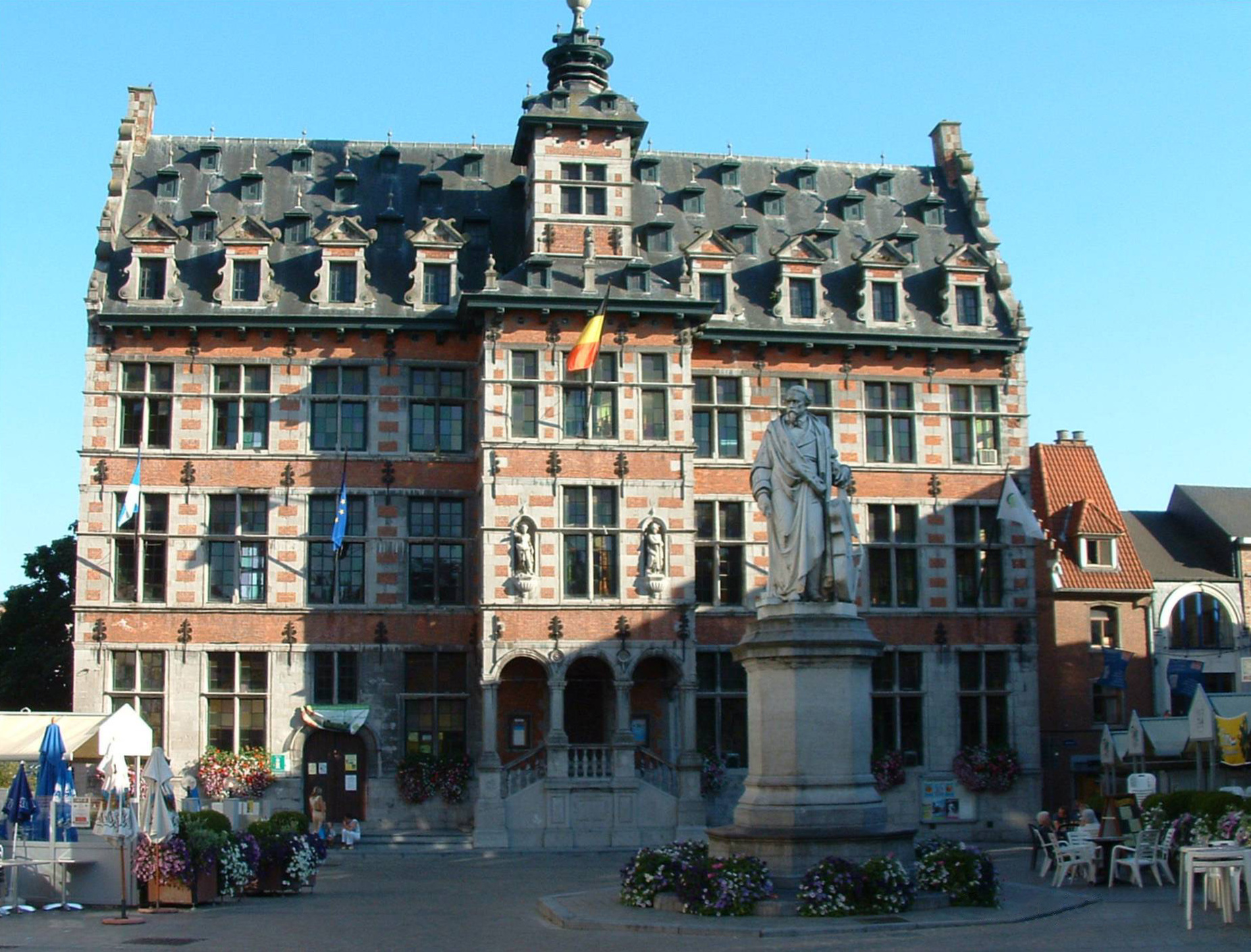
مبنى مركز المدينة

شعار المدينة

علم المدينة

هال (بالفلامانية: Halle, بالفرنسية: Hal) , مدينة في بلجيكا, تقع وسط البلاد في مقاطعة «باربان فلامان» , اللغة الرسمية هي الهولندية, عدد سكانها 34,882 نسمة (عام 2006).

## أعلام
- باتريك جاكوبس
- فيليب الجريء
- والتر باسيجيو
- إدوارد جاكوبس

## وصلات خارجية
- الموقع الرسمي (بالهولندية)